# Pauline van de Ven
Pauline van de Ven (Houthem, 2 januari 1956) is een Nederlandse schrijfster en beeldend kunstenaar. Na haar afstuderen in milieu-economie aan de UvA debuteerde ze in 1997 bij Uitgeverij Balans met de maatschappijsatire Drijvend Paviljoen. Ze schreef zeven romans en een aantal geïllustreerde verhalen. In 2014 ontving ze de Halewijnprijs voor haar gehele oeuvre. Haar digitale schilderwerk werd meermaals bekroond.

## Levensloop
Pauline van de Ven groeide op in een landelijk dorp in Zuid-Limburg. Haar vader was burgemeester van Bunde en Geulle, moeder eveneens jurist. Het gezin met drie kinderen woonde op Rustenburg in Bunde, een omgeving van boeren en fruittelers bij het riviertje de Geul en viel in 1963 uiteen toen de moeder overleed. Pauline groeide daarna op in een divers milieu van een boerenfamilie en een mijnwerkersgezin in het dorp, het fabrikantengezin van haar grootouders en een oom die uitgever was. Het gezin werd herenigd onder het tweede huwelijk van de vader. Pauline werd van het Jeanne d'Arc lyceum in Maastricht overgeplaatst naar de Havo. Na de middelbare school verkocht ze tijdschriften en bioscoopkaartjes, prijsde boeken, vulde cementzakken, gidste toeristen en vulde polisnummers in. In 1978 verruilde ze een toehoorders-opleiding aan het Instituut voor Perswetenschappen voor een aanstelling bij Foodmagazine. Vanaf 1980 werkte ze op de economische redacties van Trouw, NRC en Intermediair. Ze publiceerde enkele economische non-fictieboeken bij uitgeverij Balans. In 1987 behaalde ze het wiskunde A diploma aan het avondlyceum voor Voortgezet algemeen volwassenenonderwijs. In 1995 studeerde ze af in (milieu-)economie aan de Universiteit van Amsterdam. In 1997 debuteerde ze met 'Drijvend Paviljoen' in fictie bij Balans. In 2000 beëindigde ze grotendeels haar werk als journalist om zich aan het schrijven en schilderen te wijden.

## Beeldend werk
Begon vanuit prentkunst (boekillustratie) in 2004 met digitaal schilderen in raster, aanvankelijk traditioneel naturalistisch, later toenemend abstract. Experimenteerde met raster-vectorcombinaties en vanaf 2013 met volledig vector. Een fase met figuratief werk in grijstinten markeert de overgang naar volledig vector waarbij de penseelstreek en de polychromie worden verlaten. Het latere vectorwerk herintroduceert kleur in sobere geometrische vormen en exploreert contrasten tussen 'hard' en 'zacht'. Deze symboliseren de rede en het gevoel, waarbij gestreefd wordt naar balans. Van de Ven onderhoudt Digital painting, a survey ter bevordering van het begrip van digitale schilderkunst (2013-25) en stelde een Certificate of Unicity op ter bevordering van het ontstaan van een betrouwbare markt voor origineel digitaal schilderwerk.

## Prijzen
- Museum Of Computer Art (MOCA) New York (Donnie's 2014)
- Museum Of Computer Art (MOCA) New York  (Donnie's 2015)
- Literaire oeuvreprijs Halewijnprijs (2014)
- Lorenzo Award voor digitale schilderkunst op de Biennale van Florence in 2015[4][5]
- Museum Of Computer Art (MOCA) New York (Donnie's 2018)

## Auteursdomein
Na haar vertrek bij uitgeverij de Geus richtte ze in 2005 samen met Eisjen Schaaf Stichting Auteursdomein op, een non-profituitgeverij en belangenbehartiger voor auteurs. De stichting stelde zich ten doel de verzwakte positie van schrijvers juridisch en economisch te versterken met behulp van toen opkomende technieken zoals print-on-demand en e-boek.

## Trivia
- Signaleerde in NRC van 26 september 1984[7] de opkomst van het internet.[8] Nederland had op dat moment 26 aansluitingen.
- Failliet op krediet met coauteur Pieter Lakeman, is een onderzoek naar de faillissementsgolf van 1980-84. Stop-loss! (uitg. Balans, 1986), over het gevaar van de gelijknamige automatische verkoop-orders op de effectenbeurs, is een accurate voorspelling van de beurskrach van 1987 ongeveer een jaar tevoren. Ons geld of ons leven,[9] met Bernard van Praag [10] was mede aanleiding tot een verhoging van de numerus fixus voor de medicijnenstudie met 390 plaatsen.[11][12]
- In 2006 ontwierp ze met Eisjen Schaaf en echtgenoot Paul Vitányi de eerste 'hyperroman' op basis van het gelijknamige boek De man met de hoed.[13]

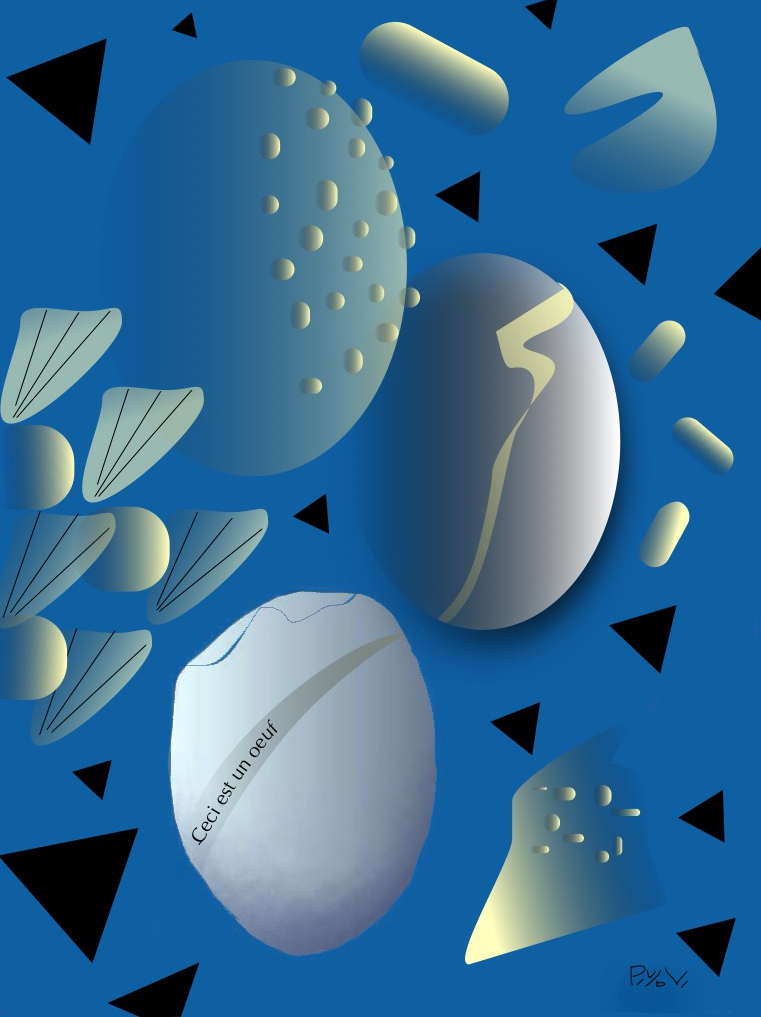
'Ceci est un oeuf', (vectorschildering, 2015)